# Matayba juglandifolia
Matayba juglandifolia är en kinesträdsväxtart som först beskrevs av Jacques Cambessèdes, och fick sitt nu gällande namn av Ludwig Radlkofer. Matayba juglandifolia ingår i släktet Matayba och familjen kinesträdsväxter. Inga underarter finns listade i Catalogue of Life.